# Кафедра (подразделение вуза)

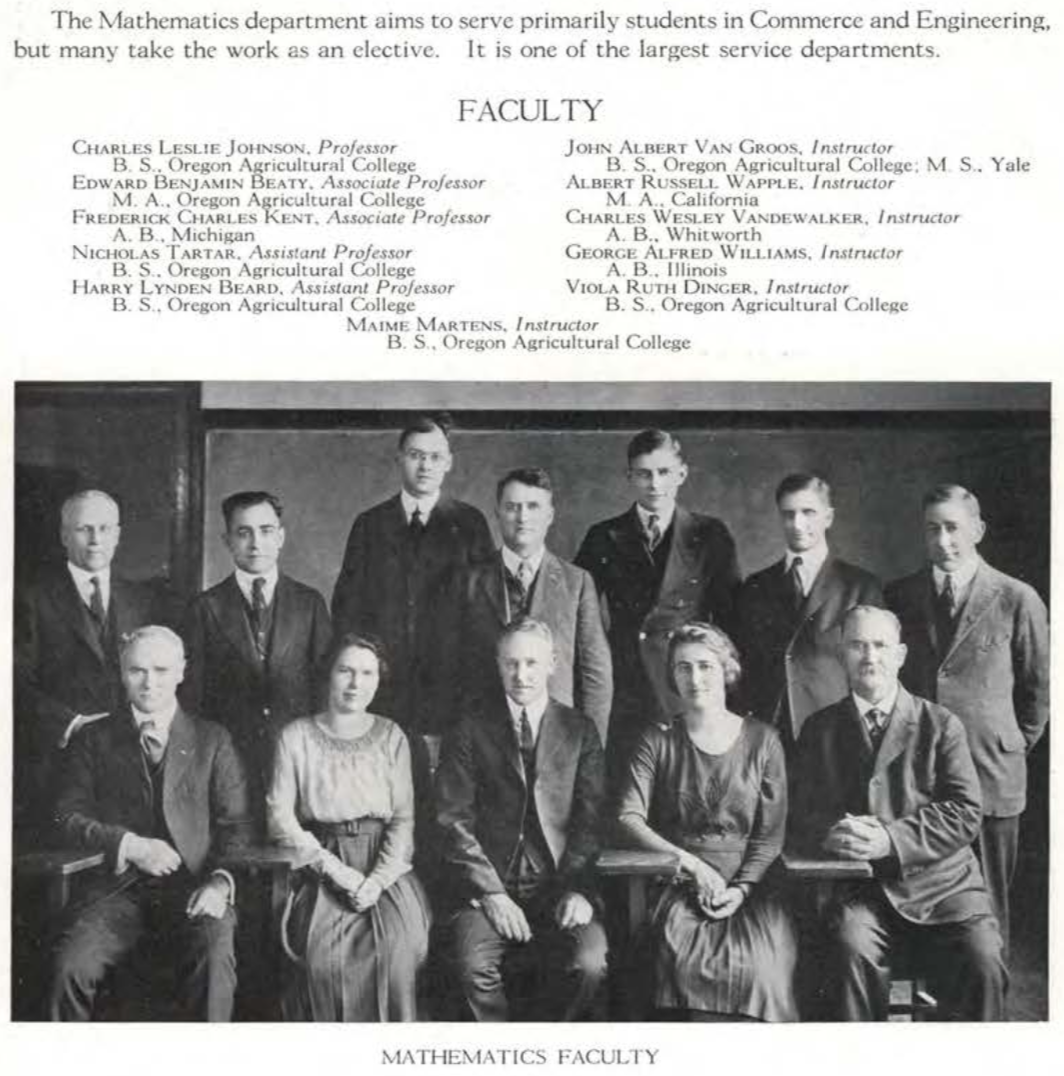
Фотография сотрудников кафедры математики одного из американских вузов в 1922 году

Ка́федра (греч. καθέδρα, дословно — «сиденье») — основная структурная единица факультета в высшем учебном заведении, осуществляющая подготовку слушателей, студентов и курсантов в рамках определённой специализации.

## Формальная организация и сущностная роль кафедры
Формально кафедра в высшем учебном заведении — это коллектив профессорско-преподавательского состава близкой специализации или области интересов, ведущих одновременно педагогическую и научно-исследовательскую работу в рамках конкретного научно-образовательного направления. Такая штатная совокупность преподавателей и научных сотрудников в первую очередь занята курированием научной работы студентов, которые в ходе выполнения курсовых и дипломных работ должны стать квалифицированными выпускниками. Это основное место трудоустройства преподавателей вуза.
Сущность кафедры в вузе — это «сообщество комплементарных ученых, преобразующих научные достижения в передовые учебные курсы, пособия, лекции. Носитель образовательной культуры института» (факультета).

## Исторические аспекты
Первые кафедры появились в России в 1804 году. В России до революции 1917 г. понятие кафедры связывалось не столько с административным подразделением, сколько с должностью профессора. В соответствии с практикой европейских университетов в университетах под кафедрой понималось штатное место для профессора, который должен был читать лекционные курсы в рамках научной области, обозначенной в названии кафедры. В соответствии с этим каждой кафедре соответствовал один ординарный профессор, хотя учёный, имевший малый стаж преподавания и недавно защитивший докторскую диссертацию, получал кафедру, как правило, в звании экстраординарного профессора. В качестве помощников профессоров по кафедре в штатной структуре университета были предусмотрены адъюнкты (1804—1863) или доценты (1863—1884). Во второй половине XIX века также сложилась практика оставления при кафедре способных молодых учёных для приготовления к профессорскому званию. С конца XIX века при многих кафедрах открылись научно-исследовательские лаборатории и кабинеты.

## Структура кафедры
Кафедру как коллектив преподавателей возглавляет заведующий. Подразделением кафедры иногда могут быть секции во главе с начальником секции. Преподаватели кафедры в зависимости от стажа работы и наличия ученых степеней могут подразделяться на старших преподавателей, доцентов и профессоров. В качестве начинающих преподавателей могут отдельные доли ставок могут занимать также ассистенты. Помимо преподавателей при кафедре может быть также научный и вспомогательный персонал, например, секретарь кафедры, ведущий делопроизводство. Часто однако секретарь кафедры или заместитель заведующего выбирается из числа доцентов. Такой сотрудник за небольшую доплату готовит и протоколирует заседания кафедры, на которых утверждаются учебные программы и заслушиваются отчеты о работе преподавателей без привлечения вспомогательного персонала. Иногда в штат кафедры могут входить лаборанты и инженеры кафедры. Особенно такие сотрудники распространены при наличии при кафедре лаборатории или учебного кабинета с востребованным оборудованием. На практике часто обязанности лаборанта сходны с обязанностями секретаря (помощь с подготовкой документов, коммуникация с административным персоналом вуза, надзор за канцелярскими товарам и чистотой помещения, а также составление расписания занятий). При кафедре может существовать библиотека.

## Деятельность кафедры
К показателям деятельности кафедры относятся (помимо проведения занятий по профилю кафедры и разработки соответствующих программ): подготовка и публикация статей и методических разработок, участие преподавателей кафедры в конференциях, прохождение стажировок. Если кафедра является выпускающей, то на ней осуществляется организация и контроль за исполнением практики студентов, а также организация и защита курсовых и дипломных работ, через утверждение тем, назначение научного руководителя.

## Кафедра в современных вузах России
В российской высшей школе базовой единицей учебного заведения традиционно является профилирующая (выпускающая) кафедра — как основная ячейка и учебной, и научной деятельности, и как «субстрат» научно-педагогической школы по данной специализации или направлению подготовки (обучения) в вузе. Традиционные проблемы советских кафедр изображены в фильме 1982 года «Кафедра».
Кафедру возглавляет заведующий, избираемый в порядке, определяемом уставом высшего учебного заведения, учёным советом высшего учебного заведения или учёным советом (советом) структурного подразделения (факультета или института), путём тайного голосования из числа наиболее квалифицированных и авторитетных специалистов соответствующего профиля.
Согласно концепции Болонского процесса, в который вступила Россия, абитуриент поступает в вуз не на специальность (как было прежде), закреплённую за выпускающей (профилирующей) кафедрой, а на программу направления подготовки. При этом за каждой кафедрой закрепляется определённый содержательный фрагмент этой программы. И в этой ситуации важную роль играет выпускающая (профилирующая) кафедра, которая отвечает за специализацию студентов, программным путём координирует междисциплинарные связи, обеспечивает связь с профессиональным сообществом. При этом определяющую роль всё же играют руководители образовательной программы и члены различных комиссий факультета или института, а не коллективы кафедр.
За последние 10 лет наметилась тенденция к сокращению кафедр, так как обычно они скорее способствуют сохранению традиционных направлений, а не появлению новых междисциплинарных программ и проектов. Проводимые в вузовском секторе реформы наложились на демографический кризис, связанный с низкой рождаемостью в России в 90-е годы XX века. Это привело к кадровым и социально-психологическим проблемам, связанным с процессами естественного старения профессорско-преподавательского состава, проблемам гендерной асимметрии, а также усилением внутренней конкуренции на кафедрах. При этом многие проблемы кафедр в России сходны с проблемами, которые характерны для аналогичных подразделений в других странах. В популярной, но реалистичной форме это показано в американском сериале «Кафедра».